# 요한 쿠에네 판 프랑켄베르크
요한 쿠에네 판 프랑켄베르크(Johann Kuene van Franckenberg, 1491년경 사망)는 9번째 쾰른 대성당의 건설 총 책임자였으며 중세 시대의 마지막 대성당 건설 총 책임자였다.

## 같이 보기
- 쾰른